# Fairwood (Washington)
Fairwood est une census-designated place (CDP) du comté de King dans l'État de Washington.